# Пам'ятка Другої світової війни

Братська могила вояків СС Галичина під Фельдбахом

До пам'яток Другої світової війни відносяться і зберігаються державою Україна:
- військові кладовища,
- військові ділянки на цивільних кладовищах,
- братські та поодинокі могили,
- пам'ятники, пам'ятні знаки, скульптурні, архітектурні та інші споруди, композиції і об'єкти, що увічнюють пам'ять про події часів Другої світової війни 1939—1945 років, її учасників та жертв.[1]